# Frans H. van Eemeren
Frans Hendrik van Eemeren (Helmond, 7 de abril de 1946) es un académico neerlandés y Profesor Emérito en el Departamento de Comunicación Oral, Teoría de la Argumentación y Retórica de la Universidad de Ámsterdam. Es conocido por la teoría pragma-dialéctica, una teoría de la argumentación que desarrolló junto a Rob Grootendorst desde principios de la década de 1980. Ha trabajado en numerosas universidades de Europa, Estados Unidos y Asia; y ha publicado al menos cincuenta libros, capítulos de libros y artículosrelacionados con la teoría de la argumentación, dialéctica, retórica y lógica argumentativa.

## Biografía
El profesor doctor Frans H. van Eemeren nació en Helmond el 7 de abril de 1946, quien cuenta con los equivalentes neerlandeses de Licenciatura (BA, 1967), Maestría (MA, 1970), y Doctorado (PhD, 1982) de la Facultad de Humanidades de la Universidad de Ámsterdam en los Países Bajos. Desde joven, mostró un interés por la argumentación desde dos ángulos. En primer lugar, le generaba curiosidad intelectual cómo las personas, al comunicarse con los demás, buscan convencerlos o persuadirlos sobre la validez de sus opiniones mediante argumentos. Quería entender cómo funciona este proceso y en qué situaciones puede considerarse adecuado. Además, al reconocer que la argumentación es esencial, especialmente en contextos democráticos, para resolver desacuerdos de manera respetuosa, se propuso explorar cómo mejorar la calidad de la argumentación en la práctica cotidiana.

### Trayectoria profesional
Dentro de las iniciativas institucionales que tuvo se tienen dos principalmente: está la revista Argumentation (1986-presente) acompañada por la serie de libros Argumentation Library; y también el Journal of Argumentation in Context (2011-presente) junto con la serie de libros Argumentation in Context. Como parte de sus asociaciones académicas, desde 1986 la Sociedad Internacional para el Estudio de la Argumentación (ISSA, en inglés) organiza cada cuatro años una Conferencia Internacional de Argumentación y la concesión de Becas Distinguidas; y desde 1983 el Instituto Internacional de Estudios de Argumentación (ILIAS, en inglés) para pragma-dialécticos.
Los reconocimientos de la carrera de van Eemeren incluyen el título de Caballero de la Orden del León Neerlandés (Países Bajos, 2013), Académico Distinguido por la Asociación Nacional de Comunicación (Estados Unidos, 2004), Premio de Beca Distinguida por la Sociedad Internacional para el Estudio de la Argumentación (ISSA, en inglés) (2014), título honoris causa por la Universidad de la Suiza Italiana (USI) (Lugano, Suiza, 2014), Premio Daniel M. Rohrer a la Investigación en Argumentación (1989), Premios a la Mejor Investigación 1992 y 1993 Asociación Forense Americana (AFA) de la Asociación de Comunicación del Habla (SCA, Estados Unidos), Premio Especial OSSA 2011 (Ontario, Canadá), Medalla de Oro Universidad de Ámsterdam (2011), Premio Académico Sénior 2011 Asociación Nacional de Comunicación (Estados Unidos), Instituto Neerlandés para Estudios Avanzados de Humanidades y Ciencias Sociales (NIAS) (1989), Miembro Honorario Vitalicio ARGDiaP (Polonia).
Se tienen publicaciones conmemorativas en honor a van Eemeren en neerlandés (2006), inglés (2006, 2011), y español (2015).
Él ha tomado roles importantes en diversas instituciones alrededor del mundo en las que se ha desempeñado como especialista en materia de teoría de la argumentación y temas afines en los que resalta su contribución con la enfoque pragma-dialéctico, dentro de los cuales están los siguientes:
- Profesor Invitado Universidad de Nueva York (Estados Unidos, 1999-2000)
- Profesor visitante distinguido Van Zelst de la Universidad Northwestern (Estados Unidos, 2006-2007)
- Profesor sénior Fulbright (Universidad Northwestern, Universidad de Arizona, Escuela Annanberg de Comunicación Universidad del Sur de California) (Estados Unidos, 2006-2007)
- Profesor Invitado Universidad de la Suiza Italiana (USI) (Lugano, Suiza, 2003-2016)
- Miembro Extranjero Honorario y vicepresidente de la Academia Armenia de Filosofía (1995)
- Investigador Invitado Centro de Lingüística de la Universidad de Leiden (2011-presente)
- Profesor Invitado Facultad de Derecho Universidad de Trento (Italia, 2012)
- Profesor Visitante Distinguido de la Escuela de Comunicación y Estudios Multimedia de la Universidad Atlántica de Florida (Boca Ratón, Estados Unidos, 2013)
- Profesor Invitado Universidad de Zhejiang (Hangzhou, China, 2014)
- Profesor invitado Universidad Jiang Su (Zhejiang, China, 2014)
- Profesor adjunto Universidad Sun Yat-Sen (Guangzhou, China, 2015)
- Codirector del Instituto Internacional de Pragma-Dialéctica, Universidad de Zhejiang (Hangzhou, China, 2015)
- Director honorario del Centro de Estudios de Argumentación de la Universidad de Jiangsu (Zhenjiang, China, 2016-present)
- Presidente Instituto Internacional de Estudios de Argumentación (ILIAS) Universidad Jiangsu (Zhenjiang, China, 2016-presente)
- Profesor-Adjunto Universidad Xi'an Jiaotong (China, 2018)

## Obras
Frans Hendrik van Eemeren ha escrito y editado diversas publicaciones. Sus obras más destacadas abordan el desarrollo de la teoría pragma-dialéctica. Esta la desarrolla junto al profesor Rob Grootendorst.

### Teoría pragma-dialéctica
Esta teoría combina ideas de la dialéctica filosófica y la lógica del diálogo con ideas pragmáticas de la teoría de los actos de habla, la teoría Griceana, y el análisis del discurso. Su objetivo es proporcionar un enfoque sistemático para analizar y evaluar el discurso argumentativo. La teoría propone un conjunto de 10 reglas para llevar a cabo un proceso de diferencias de opinión.
En general, mientras más formal es una teoría es mejor, pero el peligro de formalizarla puede abstraerla de problemas vitales, como lo hace la lógica en el estudio del discurso argumentativo. Sin embargo, la formalización puede darse en diferentes grados, puede que solo tome partes específicas de la teoría, y el grado de formalización puede cambiar a lo largo del tiempo. Para ser justos al tema examinado, la pragma-dialéctica comenzó de modo informal en el examen del discurso argumentativo, conectando con otros enfoques teóricos. Desde el principio, no obstante, había énfasis en el método y la precisión, con la intención de ser tan formal como lo permitiera el estado del arte en la teorización hasta una determinada etapa de desarrollo. Inicialmente puede tener sus ventajas el desarrollar la teoría de la argumentación desde la perspectiva de un juego, pero ese enfoque metafórico padece el mismo peligro que el mencionado en cuanto a la formalización.
En el año 2000 falleció Rob Grootendorst, co-autor de la teoría, y a pesar de esa enorme pérdida, el desarrollo de la teorización pragma-dialéctica continuó según lo planeado. Se dio un nuevo paso crucial que implicó la inclusión de ideas retóricas sobre la efectividad en el marco teórico dialéctico orientado a la razonabilidad realizado por el alumno de van Eemeren con su alumno Peter Houtlosser en el proyecto de "maniobras estratégicas", cuyo objetivo era unir a los dos.
En un inicio, la influencia de la teorización pragma-dialéctica estuvo limitado a Europa Occidental y América del Norte. Gradualmente, los académicos de la argumentación de otras partes de Europa, América Latina, y China y Japón se unieron.

#### Reglas
1. Regla de libertad
2. Regla de obligación de defender
3. Regla del punto de vista
4. Regla de relevancia
5. Regla de la premisa no expresada
6. Regla del punto de partida
7. Regla de validez
8. Regla de esquema del argumento
9. Regla de cierre
10. Regla del uso del lenguaje

### Desarrollo de la teoría
Luego de 1970s, la pragma-dialéctica ha sido desarrollada sistemáticamente en las siguientes fases que a veces se superponen.

#### Marco teórico de conceptualización
El desarrollo de la teorización pragma-dialéctica estuvo precedido por (y combinado con) una fase de conceptualización que fue instigada en 1970s por los principios meta-teóricos de la argumentación en la comunicación humana. En esta conceptualización, el proceso argumentativo de resolver una diferencia de opinión basada en los méritos de los movimientos argumentativos es representado en un modelo de 'discusión crítica' que es complementado por un 'código de conducta' para un discurso argumentativo razonable. En conjunto, constituyen una base para la razonabilidad al analizar y evaluar el discurso argumentativo real.

#### Propuestas teóricas de validación
La etapa de validación tiene como objetivo comprobar la 'validez del problema' de las propuestas teóricas hechas en la pragma-dialéctica: ¿Resuelven los problemas para los que están diseñados (como distinguir las falacias como violaciones de las reglas del discurso argumentativo razonable)? Las validaciones consisten en análisis cualitativos, cuando sean necesarias y factibles seguidas de una investigación cuantitativa.

#### Esfuerzos de investigación de empiricalización
La fase de empiricalización empezó a mediados de la década de 1980s para garantizar que la teorización pragma-dialéctica permanezca conectada con la producción, interpretación y evaluación del discurso argumentativo en la actualidad. La investigación se concentra en elementos dentro del discurso que son relevantes para resolver una diferencia sobre el fondo. Inicialmente se enfocaba en la identificación de movimientos argumentativos, esquemas argumentales y estructuras de argumentación. A continuación, para examinar el potencial para adquirir 'validez convencional' de los estándares pragma-dialécticos, una comparación elaborada fue hecha entre los estándares teóricos de razonabilidad y los estándares de razonabilidad de los argumentadores ordinarios. La investigación cualitativa en la pragma-dialéctica generalmente es seguida por investigación experimental conectada.

#### Instrumentos para el análisis constructivo
Ya que en las prácticas comunicativas de la vida real, el discurso argumentativo es a menudo implícito e incompleto, redundante y repetitivo, indirecto y ambiguo, desordenado y desatinado, para tener totalmente en cuenta los compromisos de los argumentadores, generalmente se necesita un 'análisis reconstructivo' orientado a la resolución en el que todos los elementos argumentativos que son relevantes para resolver una diferencia en el trasfondo se pongan en primer plano. Reconstruyendo los actos comunicativos que son realizados en lo posible como movimientos argumentativos en una discusión crítica, una conexión sistemática es establecida entre la comprensión de la razonabilidad del discurso argumentativo desarrollado en la teorización y el entendimiento obtenido de la investigación empírica cualitativa y cuantitativa de las complejidades del discurso argumentativo real. Las herramientas analíticas que deberían hacer posible realizar las transformaciones de reconstrucción de 'anulación', 'adición', 'sustitución', y 'permutación' incluyen tipologías de puntos de vista, diferencias de opinión, esquemas argumentales, y estructuras argumentativas, y procedimientos de identificación para premisas no expresadas y puntos de vista.  La reconstrucción es para dar a resultar en una 'mirada analítica' de todos los elementos en el discurso argumentativo pertinente para resolver una diferencia sobre el fondo.

#### Extensión de la teoría estándar pragma-dialéctica
Porque el 'problema argumentativo' es que en el discurso argumentativo siempre es necesario combinar el objetivo de la eficacia y el mantenimiento de la razonabilidad, la noción fundamental en la pragma-dialéctica extendida es 'maniobras estratégicas' destinadas a reconciliar los dos. En cada movimiento argumentativo hecho en el discurso las maniobras estratégicas se manifiestan en tres aspectos diferentes: (1) la selección del 'potencial tópico' de movimientos argumentativos  que pueden realizarse en un punto particular del discurso; (2) la adaptación a la 'demanda de la audiencia' resultante de los (supuestos) puntos de vista y preferencias de los oyentes o lectores previstos; (3) la explotación de 'dispositivos de presentación' de medios de comunicación lingüísticos o de otro tipo específicos. Esta distinción analítica no necesariamente refleja una división que puede ser observada empíricamente. El balance estratégico entre la búsqueda de la eficacia (retórica) y el mantenimiento de la razonabilidad (dialéctica) que tiene lugar simultáneamente en todos los diversos movimientos argumentativos determina el 'diseño estratégico' del discurso. Este diseño puede incluir todo los tipos de maniobras estratégicas individuales, pero también 'estrategias argumentativas' más comprensivas en las que varias maniobras estratégicas individuales son combinadas para reforzarse entre sí.

#### Contextualización de la teorización
A diferencia de construcciones teóricas como el modelo de discusión crítica, los 'tipos de actividad comunicativa' en los que las maniobras estratégicas toman lugar en los varios dominios comunicativos tienen un estatus empírico: se manifiestan en eventos reales del habla. Dependiendo de su razón de ser, cada tipo de actividad comunicativa tiene un 'punto institucional' específico que incluye intentar comprender metas institucionales específicas. Si un tipo de actividad comunicativa (o un evento específico) es argumentativo, es valioso darle una 'caracterización argumentativa' usando el modelo de una discusión crítica como una plantilla. Esta caracterización hace posible indicar en qué sentido las precondiciones institucionales del tipo de actividad comunicativa resultantes de su convencionalización influyen en las posibilidades de la maniobra estratégica. Dado que las diferencias en las precondiciones institucionales, en diferentes tipos de actividades comunicativas los criterios generales de solidez relacionados con las maniobras estratégicas en movimientos argumentativos específicos pueden necesitar ser implementados en diferentes maneras.

### Argumentación/sistema de símbolos
En sus textos explica el uso correcto de cada regla y cómo las diferencias de opinión en una discusión racional deben desenvolverse tomando las pautas que da cada regla, además de cómo se puede maniobrar en un proceso de diferencias de opinión.
Variadas otros enfoques teóricos también tienen sus méritos. Sin embargo, cuando se considera más detenidamente cada uno de ellos prueba carecer de uno y otro aspecto. En la pragma-dialéctica estas deficiencias instigaron la articulación de los principios meta-teóricos 'funcionalización', 'socialización', 'externalización', y 'dialectificación' que deben observarse al desarrollar una teoría de la argumentación adecuada.
Como otros, los lógicos pueden beneficiarse de la teoría pragma-dialéctica en mejorar (la explicación de) su análisis, evaluación, y presentación del discurso argumentativo en varias prácticas argumentativas.
A comparación de la lógica, la pragma-dialéctica está teóricamente mejor equipada para lidiar con las complejidades comunicativas del discurso argumentativo. Dado que tiene debidamente en cuenta las diferentes condiciones previas institucionales que deben observarse, también es más adecuado para abordar el análisis y la evaluación de piezas del discurso argumentativo en diferentes prácticas argumentativas.
En línea con el grado de formalización permitido por el presente estado de la teorización, el sistema de notación usado en la pragma-dialéctica es predominantemente informal. No obstante, las nociones centrales son denotadas por una terminología fija que es usada consistentemente al aplicar la teoría al discurso argumentativo. Así como la teorización progresa más formalización será posible.
Al estudiar fenómenos empíricos el uso de simbolismo debería ser evitado inicialmente. Cuando la argumentación está involucrada, la situación es más compleja porque un tema central es, entonces, su razonabilidad. Dependiendo de la filosofía de la razonabilidad que es favorecida (en términos de Toulmin: 'geométrica', 'antropológica', o 'crítica), al juzgar la razonabilidad de la argumentación un rol decisivo puede ser asignado a su representación por medio de símbolos, como sucede en la 'dialéctica formal'. En vista de que incluye abstraer desde aspectos vitales de la realidad argumentativa poniendo entre paréntesis las dimensiones pragmática y retórica de la argumentación, en la pragma-dialéctica no sucede esto.
A diferencia de otros enfoques, en la pragma-dialéctica extendida la dimensión retórica del discurso argumentativo es integrado en el marco teórico dialéctico. Su enriquecimiento por la inclusión de maniobras estratégicas y la contextualización aumentan esencialmente el rango e inclusividad de la teoría. Esto significa que la examinación del discurso argumentativo en la pragma-dialéctica puede involucrar tomar en cuenta la explotación de tipos relevantes de autoridad o emociones, pero si la búsqueda de la efectividad no se basa en la razonabilidad argumentativa ('logos') sino exclusivamente del 'pathos' o el 'ethos', es excluida de consideración en la pragma-dialéctica.
Es aconsejable seguir las reglas de la pragma-dialéctica para conducir el discurso argumentativo, y por lo tanto tratar de convencer (no persuadir) a las personas a hacerlo. Esto, sin embargo, parece ser un asunto de actuación racional no de lógica. Esta obra es de relevancia académica debido a la utilidad para el público en estudios de lenguaje, lingüística, comunicación, retórica, lógica, filosofía y derecho.

## Publicaciones

#### 2023
- "The Pragma-Dialectical Approach to the Fallacies Revisited",[17] artículo publicado en la revista Argumentation.
- "The Making of Argumentation Theory: A Pragma-dialectical View",[18] artículo publicado en la revista Argumentation.
- "A functional diversity of argumentative styles",[19] artículo publicado en la revista Discourse Studies.

#### 2022
- "Argumentative Style: A pragma-dialectical study of functional variety in argumentative discourse",[20] volumen 20 de la colección  "Argumentation in Context", publicado por John Benjamins Publishing Company.

#### 2021
- "Argumentation between Doctors and Patients: Understanding clinical argumentative discourse",[21] publicado por John Benjamins Publishing Company.

#### 2020
- "A Variety of Contributions to Argumentation Theory", capítulo en el libro "From Argument Schemes to Argumentative Relations in the Wild: A Variety of Contributions to Argumentation Theory",[22] volumen 35 de la serie de libros "Argumentation Library", publicado por Springer.
- "Argument Schemes: Extending the Pragma-Dialectical Approach", capítulo en el libro "From Argument Schemes to Argumentative Relations in the Wild: A Variety of Contributions to Argumentation Theory",[23] volumen 35 de la serie de libros "Argumentation Library", publicado por Springer.
- "The pragma-dialectical view of comparison argumentation", capítulo en el libro "Reason to Dissent: Proceedings of the 3rd European Conference on Argumentation",[24] volumen 86 de la serie de monografías "Studies in Logic. Logic and Argumentation", publicado por College Publications.

#### 2019
- "Argumentative Style: A Complex Notion",[25] artículo publicado en la revista Argumentation,
- "And then you are left holding the baby!: Strategic manoeuvring with the argumentum ad consequentiam", capítulo en el libro "Argumentation in Actual Practice: Topical studies about argumentative discourse in context",[26] volumen 17 de "Argumentation in Context", publicado por John Benjamins Publishing Company.

#### 2016
- "Argumentation and communicative practices", capítulo en el libro "Verbal Communication",[27] volumen 3 en las series "Handbook of Communication Science", publicado por Walter de Gruyter.

#### 2015
- "From Ideal Model of Critical Discussion to Situated Argumentative Discourse: The Step-by-step Development of the Pragma-dialectical Theory of Argumentation",[28] artículo publicado en la revista Studies in Logic.

- "Analysis and evaluation of argumentative discourse", capítulo en el libro "Reasonableness and Effectiveness in Argumentative Discourse: Fifty Contributions to the Development of Pragma-Dialectics",[29] volumen 27 de la serie de libros "Argumentation Library", publicado por Springer.

- "Exploiting the room for strategic maneuvering in argumentative discourse: Dealing with audience demand in the European Parliament", capítulo en el libro "Reasonableness and Effectiveness in Argumentative Discourse: Fifty Contributions to the Development of Pragma-Dialectics",[30] volumen 27 de la serie de libros "Argumentation Library", publicado por Springer.

- "In Varietate Concordia-United in diversity: European Parliamentary debate as an argumentative activity type", capítulo en el libro "Reasonableness and Effectiveness in Argumentative Discourse: Fifty Contributions to the Development of Pragma-Dialectics",[31] volumen 27 de la serie de libros "Argumentation Library", publicado por Springer.

- "Linguistic criteria for judging composition and division fallacies", capítulo en el libro "Reasonableness and Effectiveness in Argumentative Discourse: Fifty Contributions to the Development of Pragma-Dialectics",[32] volumen 27 de la serie de libros "Argumentation Library", publicado por Springer.
- "Reconstructing argumentative discourse with the help of speech act conditions", capítulo en el libro "Reasonableness and Effectiveness in Argumentative Discourse: Fifty Contributions to the Development of Pragma-Dialectics",[33] volumen 27 de la serie de libros "Argumentation Library", publicado por Springer.
- "De vermomde ad baculum drogreden empirisch onderzocht Taalbeheersing",[34] artículo publicado en la revista Tijdschrift voor Taalbehersing.
- "Effectiveness through reasonableness: A pragma-dialectical perspective", capítulo en el libro "Reasonableness and Effectiveness in Argumentative Discourse: Fifty Contributions to the Development of Pragma-Dialectics",[35] volumen 27 de la serie de libros "Argumentation Library", publicado por Springer.
- "The disguised abusive ad hominem empirically investigated: Strategic maneuvering with direct personal attacks", capítulo en el ilbro "Reasonableness and Effectiveness in Argumentative Discourse: Fifty Contributions to the Development of Pragma-Dialectics",[36] volumen 27 de la serie de libros "Argumentation Library", publicado por Springer.
- "The disguised ad baculum fallacy empirically investigated: Strategic maneuvering with threats", capítulo en el libro "Reasonableness and Effectiveness in Argumentative Discourse: Fifty Contributions to the Development of Pragma-Dialectics",[37] volumen 27 de la serie de libros "Argumentation Library", publicado por Springer.
- "The disguised ad baculum fallacy empirically investigated: Strategic maneuvering with threats", capítulo en el libro "Scrutinizing argumentation in practice",[38] volumen 9 de la serie de libros "Argumentation in context", publicado por John Benjamins Publishing Company.
- "The skill of identifying argumentation", capítulo en el libro "Reasonableness and Effectiveness in Argumentative Discourse: Fifty Contributions to the Development of Pragma-Dialectics",[39] volumen 27 de la serie de libros "Argumentation Library", publicado por Springer.
- "Dialectical profiles and indicators of argumentative moves", capítulo en el libro "Reasonableness and Effectiveness in Argumentative Discourse: Fifty Contributions to the Development of Pragma-Dialectics",[40] volumen 27 en la serie de libros "Argumentation Library", publicado por Springer.
- "Efectividad razonabele: pasos preliminares para una investigación pragma-dialéctica de la efectividad", capítulo en el libro "Argumentación y pragma-dialéctica: estudios en honor a Frans van Eemeren",[41] publicado por Editorial Universitaria Universidad de Guadalajara.
- "Investigación empírica del ad hominem abusivo: Maniobrar estratégico con ataques personales directos" capítulo en el libro "Argumentación y pragma-dialéctica: estudios en honor a Frans van Eemeren",[42] publicado por Editorial Universitaria Universidad de Guadalajara.
- "The extended pragma-dialectical argumentation theory empirically interpretated", capítulo en el libro "Reasonableness and Effectiveness in Argumentative Discourse: Fifty Contributions to the Development of Pragma-Dialectics",[43] volumen 27 de la serie de libros "Argumentation Library", publicado por Springer.
- "El método pragma-dialéctico de análisis y evaluación", "Argumentación y pragma-dialéctica: estudios en honor a Frans van Eemeren",[44] publicado por Editorial Universitaria Universidad de Guadalajara.

#### 2014
- "The Disguised Ad Baculum Fallacy Empirically Investigated: Strategic Maneuvering With Threats",[45] conferencia presentada en la "International Society for the Study of Argumentation: 8th International Conference on Argumentation: July 1-July 4, 2014, University of Amsterdam, The Netherlands"
- "Analogie-argumentatie in stereotiepe argumentative patronen",[46] artículo publicado en la revista Tijdschrift voor Taalbeheersing.
- "Argumentation by analogy in stereotypical argumentative patterns", capítulo en el libro "Systematic approaches to argument by analogy",[47] volumen 25 de la serie de libros "Argumentation Library", publicado por Springer.
- "Handbook of argumentation theory",[48] publicado por Springer.

#### 2013
- "Argumentative patterns in discourse",[49] artículo publicado en "Virtues of argumentation: proceedings of the 10th International Conference of the Ontario Society for the Study of Argumentation (OSSA), 22-26 May 2013 OSSA".

#### 2012
- "Exploiting the room for strategic maneuvering in argumentative discourse: dealing with audience demand in the European Parliament", capítulo en el libro "Exploring argumentative contexts",[50] volumen 4 de la serie de libros "Argumentation in context", publicado por John Benjamins Publishing Company.
- "De vermomde 'abusive ad hominem'-drogreden empirisch onderzocht: strategisch manoeuvreren met directe persoonlijke aanvallen",[51] artículo publicado en la revista Tijdschrift voor Taalbeheersing.
- "Effectiveness through reasonableness: a pragma-dialectical perspective: preliminary steps to pragma-dialectical effectiveness research",[52] artículo publicado en la revista Argumentation.
- "The disguised 'abusive ad hominem' empirically investigated: strategic manoeuvring with direct personal attacks",[53] artículo publicado por la revista "Thinking and Reasoning".
- "The extended pragma-dialectical argumentation theory empirically interpreted", capítulo en el libro "Topical themes in argumentation theory: twenty exploratory studies",[54] volumen 22 de la serie de libros "Argumentation Library", publicado por Springer.

#### 2011
- "The pragma-dialectical method of analysis", capítulo en el libro "Reasoned argument and social change: selected papers from the 17th Biennial Conference on Argumentation",[55] publicado por National Communication Association.
- "The extended pragma-dialectical argumentation theory empirically interpreted", capítulo en el libro "Proceedings of the 7th Conference of the International Society for the Study of Argumentation",[56] publicado por Rozenberg/Sic Sat.

#### 2010
- "Profils dialectiques et indicateurs de 'coups' argumentatifs",[57] artículo en la revista Verbum.
- "Strategic maneuvering in political discourse: a pragma-dialectical approach [introduction]",[58] artículo publicado en la revista Controversia.
- "'In varietate concordia' - United in diversity: European parliamentary debate as an argumentative activity type",[59] artículo publicado en la revista Controversia.
- "Constraints on political deliberation: European parliamentary debate as an argumentative activity type", capítulo en el libro "The functions of argument and social context: selected papers from the 16th Biennial Conference on Argumentation",[60] publicado por National Communication Association.
- "Linguistic criteria for judging composition and division fallacies", capítulo en el libro "Perspectives on language use and pragmatics: a volume in memory of Sorin Stati",[61] número 16 de la serie LINCOM studies in pragmatics; No. 16, publicado por Lincom Europa.
- "De uitgebreide pragma-dialectische argumentatietheorie empirisch geïnterpreteerd",[62] artículo publicado en la revista Tijdschrift voor Taalbeheersing.

#### 2009
- "Strategic manoeuvring between rhetorical effectiveness and dialectical reasonableness", capítulo en el libro "Rhetoric and argumentation in the beginning of the XXIst century",[63] publicado por Imprensa da Universidade de Coimbra.
- "Analysis and evaluation of argumentative discourse", capítulo en el libro "Discourse, of course: an overview of research in discourse studies", publicado por Benjamins.
- "Putting pragma-dialectics into practice", capítulo en el libro "Critical thinking education and assessment: can higher order thinking be tested?",[64] publicado por Althouse.
- "The fallacies of composition and division revisited",[65] artículo publicado en la revista Cogency.
- "Argupolis: a doctoral program on argumentation practices in different contexts",[66] artículo publicado en la revista Studies in Communication Sciences.
- "Fallacies and judgments of reasonableness: empirical research concerning the pragma-dialectical discussion rules",[67] volumen 16 de la serie de libros "Argumentation Library", publicado por Springer.

#### 2008
- "Rhetoric, argument and persuasion", capítulo en el libro "The international encyclopedia of communication. - Vol. 9: Precision journalism, rhetoric in Western Europe: Britain",[68] publicado por Blackwell.
- "Special issue on Strategic Maneuvering in Institutional Contexts dedicated to Peter Houtlosser (1956-2008)",[69] artículo publicado Argumentation.
- "The language of argumentation in Dutch",[70] artículo publicado en la revista Argumentation and Advocacy.
- "The need for well-considered normativity in the study of argumentation", capítulo en el libro "Proceedings of the 3rd Tokyo Conference on Argumentation: argumentation, the law and justice",[71] publicado por Japan Debate Association.
- "The study of argumentation", capítulo en el libro "The Sage handbook of rhetorical studies",[72] publicado por Sage.
- "Valuing validity as reasonableness: rationale for a pragma-dialectical perspective", capítulo en el libro "Truth and judgement",[73] publicado por Franco Angeli.
- "Controversy and confrontation in argumentative discourse", capítulo en el libro "Controversy and confrontation: relating controversy analysis with argumentation theory",[74] publicado por Benjamins.
- Prefacio del libro "Controversy and confrontation: relating controversy analysis with argumentation theory",[75] publicado por Benjamins.
- "Una teoria sistematica dell'argomentazione: l'approccio pragma-dialettico. (Il quadrato delle opposizioni)",[76] publicado por Milano: Mimesis.
- "Kinship: the relationship between Johnstone's ideas about philosophical argument and the pragma-dialectical theory of argumentation", capítulo en el libro "Philosophy and rhetoric in dialogue: redrawing their intellectual landscape"[77] publicado por Pennsylvania State University Press.
- "Rhetoric in a dialectical framework: fallacies as derailments of strategic manoeuvring", capítulo en el libro "Dialogue and rhetoric", publicado por Benjamins.
- "Strategic manoeuvring in argumentative discourse: exploring the boundaries of reasonableness", capítulo en el libro "Understanding argumentation: work in progress",[78] publicado por Sic Sat-Rozenberg.
- "Within the bounds of reason: strategic maneuvering in argumentative discourse", capítulo en el libro "Meaning, intentions, and argumentation",[79] publicado por CSLI Publications.
- "Dialectical profiles and indicators of argumentative moves",[80] artículo publicado en la revista Journal of Pragmatics.
- Prefacio del libro "Understanding argumentation: work in progress",[81] publicado por Sic Sat-Rozenberg.
- "Reasonableness in confrontation: empirical evidence concerning the assessment of ad hominem fallacies", capítulo en el libro "Controversy and confrontation: relating controversy analysis with argumentation theory",[82] publicado por John Benjamins.

#### 2007
- ""Goodwin gets her gun. Comments on Jean Goodwin's "What, in practice, is an argument?"", "Ontario Society for the Study of Argumentation Proceedings 2007 [CD-ROM]", publicado por University of Windsor.
- "Reasonableness in situated discourse: fallacies as derailments of strategic manoeuvring",[83] artículo publicado en la revista University of Bucharest Review.
- "A procedural view of critical reasonableness", capítulo en el libro "Modern Developments in Linguistics and Language Teaching: international conference proceedings",[84] publicado por International Independent University of Ecology and Political Science.
- "Coming to grips with argumentative discourse", capítulo en el libro "Reason Reclaimed. Festschrift for J. Anthony Blair and Ralph Johnson",[85] número 5 en la serie de libros "Studies in Critical Thinking and Informal Logic", publicado por Vale Press.
- "Countering fallacious moves",[86] artículo publicado en la revista Argumentation.
- "Kinship: The relationship between Johnstone's ideas about philosophical argument and the pragma-dialectical theory of argumentation",[87] artículo publicado en la revista Philosophy and Rhetoric.
- "Reconnecting dialectic and rhetoric: fallacies as derailments of strategic manoeuvring in argumentative discourse",[88] artículo publicado en la revista Anthropology & Philosophy.
- "Seizing the occasion. Parameters for analysing ways of strategic manoeuvring", capítulo en el libro "Proceedings of the 6th Conference of the International Society for the Study of Argumentation",[89] publicado por Sic Sat.
- "Strategic manoeuvring in argumentative discourse: Exploring the boundaries of reasonableness", capítulo en el libro "Modern Developments in Linguistics and Language Teaching: International Conference Proceedings I/II",[90] publicado por International Independent University of Ecology and Political Science.
- "Strategic manoeuvring in argumentative discourse: Maintaining a delicate balance",[91] artículo publicado en la revista Discourse Studies.
- "Strategic manoeuvring: A synthetic recapitulation", artículo en la revista Argumentation.
- "The contextuality of fallacies",[92] artículo publicado en la revista Informal logic.
- "The study of argumentation as normative pragmatics",[93] artículo publicado en la revista Pragmatics & Cognition.
- "Convergent operations in empirical ad hominem research", capítulo en el libro "Proceedings of the Sixth Conference of the International Society for the Study of Argumentation",[94] publicado por Sic Sat.
- "De conventionele deugdelijkheid van de pragma-dialectische discussieregels",[95] artículo publicado en la revista Tijdschrift voor Taalbeheersing.
- "Argumentative indicators in discourse: a pragma-dialectical study", volumen 12 de la serie de libros "Argumentation library",[96] publicado por Springer.
- "Dialectical profiles and indicators of argumentative moves", capítulo en el libro "Dissensus and the search for common ground: OSSA 2007",[97] publicado por Ontario Society for the Study of Argumentation.

#### 2006
- "This can't be true, that would be terrible: Ordinary arguers judgments about ad consequentiam fallacies", capítulo en el libro "Critical Problems in Argumentation. Selected Papers", publicado por National Communication Association.
- "Complementary dialectical and rhetorical considerations. An analysis of a burden of proof manipulation", capítulo publicado "Contemporary Perspectives on Argumentation: Views from the Venice Argumentation Conference",[98] publicado por Sic Sat.
- "Countering fallacious moves", capítulo en el libro "Engaging Argument. Selected Papers from the 2005 NCA/AFA Summer Conference on Argumentation sponsored by the National Communication Association, the American Forensic Association and the University of Utah",[99] publicado por National Communication Association.
- "Strategisch manoeuvreren, het model van een kritische discussie en conventionele actietypen",[100] artículo publicado en la revista Tijdschrift voor Taalbeheersing.
- "The case of pragma-dialectics", capítulo en el libro "Argumentation in Multi-Agent Systems. Second International Workshop, ArgMAS 2005, Revised Selected and Invited Papers",[101] publicado por Springer.
- "Apples and oranges, peer pressure, and other such troublemakers: ordinary arguers' opinions about violations of the pragma-dialectical argument scheme rule", capítulo en el libro "Engaging argument: selected papers from the 2005 NCA/AFA Summer Conference on Argumentation: sponsored by the National Communication Association, the American Forensics Association, and the University of Utah",[102] publicado por National Communication Association.
- "La validez convencional de la regla pragma-dialéctica de libertad", artículo publicado en la revista Praxis.